# Schnaitt (Bad Tölz)

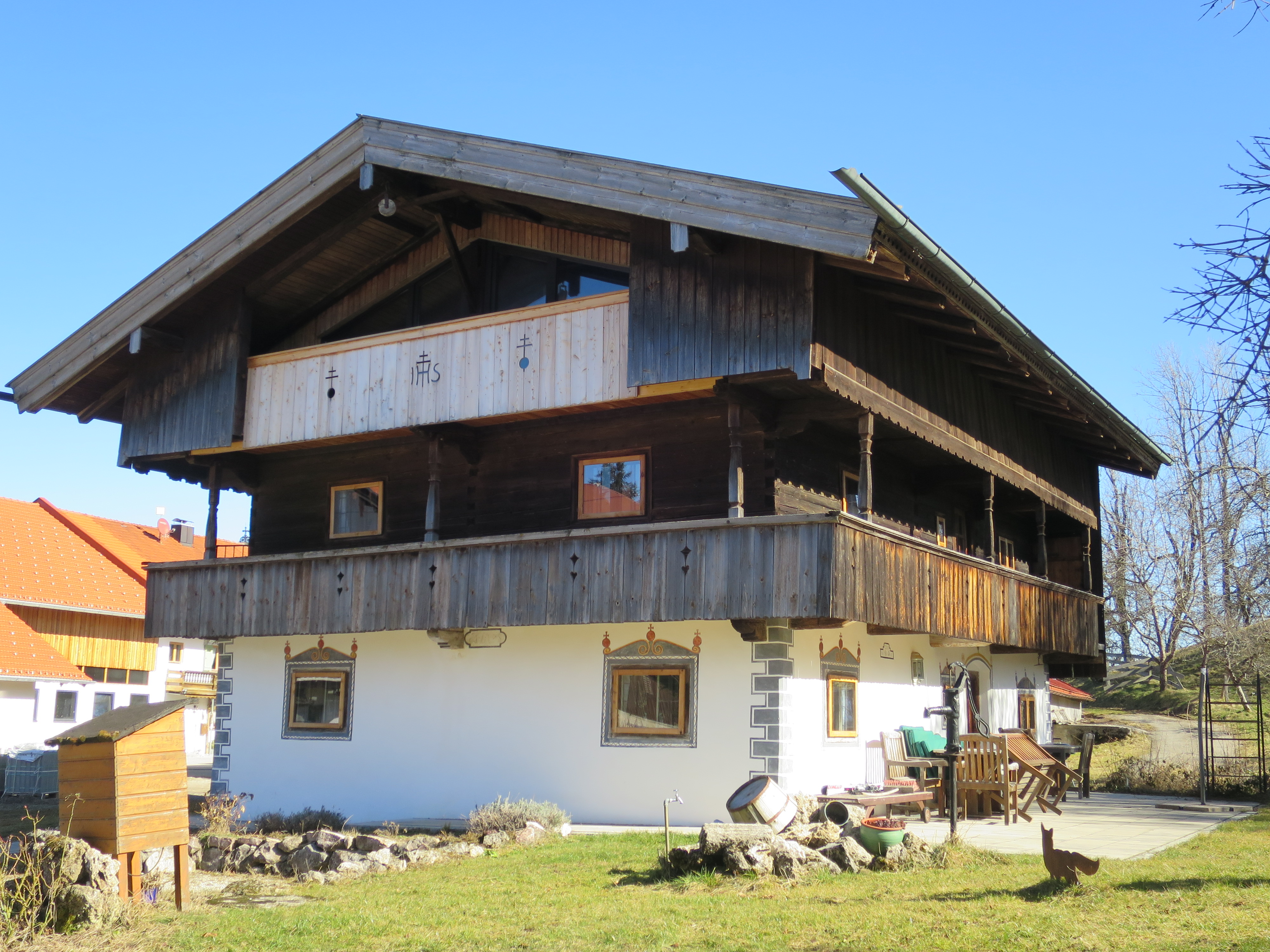
Denkmalgeschütztes Bauernhaus

Schnaitt ist ein Stadtteil von Bad Tölz im oberbayerischen Landkreis Bad Tölz-Wolfratshausen. 

## Lage
Der Weiler liegt circa drei Kilometer nördlich von Bad Tölz und ist über die Staatsstraße 2368 zu erreichen.

## Baudenkmäler
- Ehemaliges Kleinbauernhaus, bezeichnet mit „1677“